# Mikkel Beck
Mikkel Venge Beck (* 12. Mai 1973 in Aarhus) ist ein ehemaliger dänischer Fußballspieler und heutiger Spielerberater.

## Werdegang
Beck spielte in seinem Heimatland Dänemark in Bramdrupdam, beim Kolding BK und in Odense beim Boldklubben 1909, ehe er 1993 ins Nachbarland Deutschland zum SC Fortuna Köln in die 2. Fußball-Bundesliga wechselte. In seiner ersten Saison erzielte der kopfballstarke Beck für die Kölner in 32 Zweitligaspielen acht Tore. „Beck ist unser Stürmer der Zukunft“, wurde Fortunas Trainer Hannes Linßen im Kicker-Sonderheft zur Saison 1994/95 wiedergegeben.
Er verließ Fortuna Köln ablösefrei zum englischen Zweitligisten FC Middlesbrough, für die Mannschaft erzielte er zwischen 1996 und 1999 in 85 Spielen 31 Treffer, Ende März 1999 wurde er von Derby County verpflichtet. Dort konnte er sich nicht durchsetzen und wurde mehrmals ausgeliehen. Im Sommer 2000 verkaufte Derby County den Dänen an den französischen Erstligaaufsteiger OSC Lille.
Beck bestritt neun U21- und 19 A-Länderspiele für Dänemark. Bei den Europameisterschaften 1996 und 2000 kam er jeweils bei zwei Turnierspielen zum Einsatz.
Nach dem Ende seiner Spielerlaufbahn wurde Beck Spielerberater, unter anderem von Simon Kjær und Lucas Digne. Im August 2009 verurteilte ihn der dänische Fußballverband DBU zu einer Geldstrafe von 200 000 Kronen und entzog ihm für drei Jahre die Arbeitsberechtigung als Spielerberater, wobei davon zwei Jahre zur Bewährung ausgesetzt wurden. Die DBU hatte es unter anderem als erwiesen angesehen, dass Beck als Spielerberater „gegen das Verbot der Doppelvertretung“ verstoßen hatte. Im April 2022 sperrte der Fußballverband Englands Beck rückwirkend ab dem 4. März 2022 für sechs Monate und erteilte ihm dazu eine Geldstrafe. Wieder war der Grund, dass Beck als Doppelvertreter aufgetreten war, und zwar beim Wechsel Mathew Ryans von Valencia CF zu Brighton & Hove Albion fünf Jahre früher.